# تاثیر لاتین در انگلیسی

زبان لاتین مانند زبان فرانسوی دارای %۲۹ وام‌واژه در زبان انگلیسی است.

زبان انگلیسی از زبان‌های ژرمنی است، با گرامر ( دستور زبان) و واژگان اصلی که از زبان نیاژرمنی به ارث رسیده است. با این حال ، بخش قابل توجهی از واژگان انگلیسی از منابع رومی و لاتین تهیه می‌شود. بخشی از این وام‌ها مستقیماً از زبان لاتین یا یکی از زبانهای ژرمنی گرفته می شود. بنابراین، تأثیر لاتین در انگلیسی، اساساً واژگانی است و عمدتاً به کلمات مشتق از ریشه‌های لاتین و یونانی محدود می‌شود.